# Bøn
Bøn er et forsøg på at skabe direkte kontakt mellem en troende og en guddom og forekommer i de allerfleste religioner. Bøn er ofte formet i ord, men kan også være ordløs kontemplation og kan udføres alene eller sammen med andre.
Bønnen kan have mange formål: f.eks. taksigelse, lovprisning, tilbedelse, klage, ønsker eller forbøn. Religioner og traditioner har udformet bøn på mange måder. Der findes obligatoriske bønner og særlige bønner der tillægges en speciel kraft og betydning.
I visse religioner vender den bedende sig mod et helligt sted; muslimer mod Mekka og bahá'íer mod Qiblih. Andre religioner kan angiveligt bede i særlige sprog, som for eksempel kristendommens tungetale, som siges at være et helligt sprog uforståeligt for både den bedende og andre, men som menes at kunne fortolkes af de, der besidder den gudgivne evne til fortolkning.

## Bønnen i Kristendommen
Bøn har til alle tider fundet sted i kristendommen. Fundamentet for den kristnes bøn udspringer af troen på en personlig Gud, der elsker mennesket og ønsker at kommunikere med det. Derfor ses bønnen som kommunikation eller samtale mellem mennesker og Gud.

### Jesu lære om bøn
De kristnes forbillede er Jesus, der flere steder i Biblen beskrives bedende, gerne i enrum, da han pointerer at bønnen ikke er til for at blive set af mennesker, men for at tale med Gud. Derfor bør man gå ind i sit kammer og lukke sin dør og der bede. Det er heller ikke mængden af ord, der afgør, om Gud hører bønnen: "for jeres fader ved, hvad I trænger til, endnu før I beder ham om det". Jesus lærte også sine disciple Fadervor, der er en enkel bøn med forskellige led.
Derudover lægger Jesus i evangelierne ofte vægt på at vise, at Gud virkelig hører bønnerne og ønsker at opfylde dem. Han opfordrer til udholdenhed i bøn og til ikke at blive træt.

### Bøn i de kristne kirker
Bøn bliver praktiseret forskelligt fra person til person og fra kirkesamfund til kirkesamfund. De mere traditionelle kirker gør i offentlig bøn ofte brug af liturgisk udformede bønner og andre faste bønner. De er ofte dannet gennem kirketraditionen, har deres oprindelse i Salmernes Bog i Det Gamle Testamente eller andre bibelske tekster. Særlig vigtig er Fadervor og trosbekendelsen. Andre populære bønner er Frans af Assisis bøn, Foucals bøn, Ave Maria og Marias lovsang.
Udover de fast udformede bønner er også frie bønner vidt udbredt i alle kirker. De kan stadig være meget officielle eller jævne og ligetil, som når man taler med en ven eller et familiemedlem. Bønnen afhænger af omstændighederne, om det f.eks. er i liturgiske gudstjenester, i karismatiske kirker, karismatiske forsamlinger, på bønnemøder eller personlig bøn hos den bedende eller i naturen.
Bøn afhænger også af den bedendes gudsbillede, altså om Gud ses som streng eller kærlig, som en far eller som dommer, som konge eller som tjener, med stor variation fra person til person og fra situation til situation.

#### Tungetale
En særlig form for bøn er tungetale, som visse grene af kristendommen (særlig Pinsebevægelsen) anerkender og lægger vægt på. Disse mener, at tungetale er et unikt sprog, hvor den bedende under indflydelse af Helligånden udtaler sætninger og stavelser, som ikke umiddelbart er forståelige for andre. Det kaldes også at ”tale i ånden”. Biblen omtaler denne form for bøn flere steder i det nye testamente, og forklarer, at det er ånden i den kristne, der kommunikerer direkte med Gud, og at det både er en vigtig bøn i forhold til Gud og til opbygning af egen åndelige karakter. Det er især en form for bøn, der udføres indenfor de karismatiske dele af kristendommen.
Visse kristne hævdes at besidde den åndelige evne kaldet “fortolkning af tungetale”, og kan dermed udlægge meningen af tungetalen og dele den med menigheden.
Analyser af tungetale viser imidlertid manglende syntaks eller semantisk betydning, ligesom tungetalen oftest er rytmisk eller poetisk af natur, med ordlyde der ligger tæt op ad den talendes modersmål. Der kan ikke påvises tilstrækkelig sproglig sammenhæng til at foretage en meningsfuld oversættelse, ligesom mennesker der taler i tunger ikke kan kommunikere indbyrdes via tungetale. Tungetale bliver oftest fortolket af en religiøs leder, og er oftest understøttende for den besked eller læring, der har været dagens eller gudstjenestens emne, hvilket siges at give guddommelig legitimitet til begivenheden.

### Indholdet af bøn
Bønnens indhold kan være meget forskellig. Oftest tænkes der med bøn på det, den bedende ønsker at spørge Gud om. Det kan være lige fra åndelige emner som bøn om frelse og udholden og særlige emner om gudsdyrkelsen, men også dagligdags ting som det daglige brød, den forsvundne nøgle eller hjælp ud af en vanskelig og lidelsesfyldt situation. Mange mennesker, som ikke normalt bekender sig som kristne, beder ofte i farlige situationer og vanskeligheder.[kilde mangler] Bønnen kan også være gudsdyrkelse og tilbedelse af Gud, herunder også taksigelse. Andre bønner kan bede om tilgivelse for synd, især med tanke på den kristne lære om arvesynden. Forbøn for andre har fundet sted siden Paulus, og i kirkerne bedes der forbøn for mange, lige fra kongehuset til syge og nødlidende familiemedlemmer eller bekendte. Mange, særligt mere karismatiske kirker, beder med håndspålæggelse for syge og besatte i den tro, at Gud kan give øjeblikkelig helbredelse.

## Bønnen i Islam
Man tager skoene af i et ”skorum” i moskeen. Så skal man tage Wudhu (tyrkisk: Abdest). Derfor er der altid en brønd, en håndvask eller nogle vandhaner ved en moské. Man skal vaske hænder og arme, ansigt, ører og til sidst fødderne, inden man går ind i bedesalen. Den store bøn er om fredagen. Fredag eftermiddag er der en særlig bøn, som kaldes Salát al-Jum'ah (arabisk: صلاة). Det betyder ”samling til bøn”.
Mange moskeer har en bønleder. En ”Imam”.
Der er fem bønner dagligt:
1. Morgen
2. Formiddag
3. Eftermiddag
4. Ved solnedgang
5. Aften

Når man beder skal hovedet være mod Mekka- og man skal helt ned på knæ og derefter bøje overkroppen ned til gulvet så pande, næse og hænder rører jorden.

## Bønnen i buddhisme
I buddhismen opererer man ikke med en ekstern magt, skabergud eller andet, men bøn er ikke desto mindre en fast integreret del af buddhistisk praksis og har været det fra den allerførste begyndelse. Buddhistiske bønner tager ikke form af bøn som "at bede om noget", men snarere som et udtryk for intention. Eksempelvis bedes følgende aftenbøn i visse traditoner:
"Aldrig må vi glemme livets og dødens betydning.
Tiden flyver, og vores muligheder går tabt.
Alle må vi stræbe efter at vågne op... VÅGN OP!
Værdsæt hele dit liv."
I Tibet benytter man særlige hjælpemidler til at skabe en permanent bøn, det kan være bedemøller eller bedeflag med mantraer som sender bønnen ud med vinden.

## Signebøn
Danmarks sidste heks,[kilde mangler] Anne Palles på Falster, blev i 1693 henrettet blandt andet for sine blasfemiske signebønner. Denne var beregnet at hjælpe ved troldskudt kvæg:
- "Vorherre han stod sig på ladsten,
- han blev skudt med skudsten.
- Der kom hans egen moder gående frem:
- "Min kære søn, hvad skader dig", sagde hun.
- "Jeg er blevet troldeskudt,
- jeg er blevet stenskudt,
- jeg er blevet skudt af en jomfru,
- som er over og under jorden."
- Da sagde jomfru Maria:
- "Jeg skal selv signe råd og bod:
- Så vist skal dette forsvinde og forrådne,
- som salt for rindende vand, som duggen for solen.
- Så vist skal dette forsvinde,
- som jomfru Maria fødte Kristus.
- I Navn Gud Fader, Søns og Helligånds." [10]

## Effektivitet
Trods bønnens lange historie og store udbredelse er det til dato ikke lykkedes med sikkerhed at producere empirisk eller statistisk signifikant bevis for, at bøn har den ønskede effekt - at bønner besvares af en guddom eller kan ændre på forhold i verden.
Nogle studier har vist, at bøn - særligt meditativ bøn - kan have en positiv indflydelse på puls og blodtryk, men peger også på at denne effekt ikke adskiller sig fra den effekt, man kan opnå ved meditation uden religiøs tilknytning.